# Ligue européenne féminine de volley-ball 2019
La Ligue européenne féminine de volley-ball 2019 est la 11e édition de la Ligue d'or et la 2e édition de la Ligue d'argent. Organisée par la CEV, elle se déroule du 25 mai au 22 juin 2019 pour la 1re division et du 25 mai au 28 juin 2019 pour la division inférieure.

## Ligue d'or européenne 2019
Navigation
2018 2021

### Sélections participantes
| Pays        | Participation | Meilleur résultat |
| ----------- | ------------- | ----------------- |
| Azerbaïdjan | 4e            | (2016)            |
| Autriche    | 2e            | 10e (2017)        |
| Biélorussie | 5e            | 6e (2017, 2018)   |
| Croatie     | 3e            | 7e (2018)         |
| Espagne     | 9e            | (2017)            |
| Finlande    | 3e            | (2017)            |
| France      | 7e            | 4e (2009)         |
| Hongrie     | 7e            | (2015)            |
| Slovaquie   | 4e            | (2016)            |
| Suède P     | 2e            | 11e (2017)        |
| Tchéquie    | 4e            | (2012)            |
| Ukraine     | 3e            | (2017)            |

| Légende - P : Équipe promue |

### Format de la compétition
Les 12 sélections qui participent au tournoi sont réparties en 3 groupes de 4 équipes et s'affrontent à domicile et à l'extérieur lors d'un tournoi toutes rondes. Les vainqueurs de chaque groupe ainsi que le meilleur deuxième accèdent à la finale à quatre se déroulant dans un lieu unique. La sélection hôte — la Croatie, qualifiée d'office. — rencontre le meilleur deuxième, et l'équipe classée deuxième joue celle classée troisième. Les 2 sélections finalistes de la compétition se qualifient pour la Challenger Cup 2019, pour disputer une qualification pour la Ligue des nations 2020. L'équipe classée dernière est reléguée en Ligue d'argent européenne 2021,,.

### Composition des groupes
Les équipes sont réparties dans les poules avec le système en serpentin (en), en fonction du classement CEV du 22 octobre 2018,.
| Poule A        | Poule B       | Poule C          |
| -------------- | ------------- | ---------------- |
| Tchéquie (10)  | Croatie (11)  | Biélorussie (12) |
| Ukraine (15)   | Hongrie (13)  | Azerbaïdjan (13) |
| Slovaquie (16) | France (16)   | Finlande (19)    |
| Suède (34)     | Autriche (24) | Espagne (20)     |

### Critères de départage
Le classement général se fait de la façon suivante :
1. plus grand nombre de victoires ;
2. plus grand nombre de points ;
3. plus grand ratio de sets pour/contre ;
4. plus grand ratio de points pour/contre ;
5. Résultat de la confrontation directe ;
6. si, après l’application des critères 1 à 5, plusieurs équipes sont toujours à égalité, les critères 1 à 5 sont à nouveau appliqués exclusivement aux matches entre les équipes concernées afin de déterminer leur classement final.

### Légende du classement
Rappel – Une équipe marque :
- 3 points pour une victoire sans tie-break (colonne G) ;
- 2 points pour une victoire au tie-break (Gt) ;
- 1 point pour une défaite au tie-break (Pt) ;
- 0 point pour une défaite sans tie-break (P) ;

### Tour préliminaire

#### Poule A
Classement
| # | Équipe    | Pts | J | G | Gt | Pt | P | Sp | Sc | Ratio | Pp  | Pc  | Ratio |
| 1 | Tchéquie  | 13  | 6 | 4 | 0  | 1  | 1 | 14 | 8  | 1.75  | 515 | 431 | 1.195 |
| 2 | Ukraine   | 12  | 6 | 4 | 0  | 0  | 2 | 14 | 6  | 2.333 | 462 | 392 | 1.179 |
| 3 | Slovaquie | 11  | 6 | 3 | 1  | 0  | 2 | 13 | 10 | 1.3   | 511 | 483 | 1.058 |
| 4 | Suède     | 0   | 6 | 0 | 0  | 0  | 6 | 1  | 18 | 0.056 | 288 | 470 | 0.613 |

* Les horaires des rencontres sont indiquées en heure locale.

#### Poule B
Classement
| # | Équipe   | Pts | J | G | Gt | Pt | P | Sp | Sc | Ratio | Pp  | Pc  | Ratio |
| 1 | Croatie  | 14  | 6 | 3 | 2  | 1  | 0 | 17 | 8  | 2.125 | 583 | 521 | 1.119 |
| 2 | Hongrie  | 13  | 6 | 4 | 0  | 1  | 1 | 15 | 9  | 1.667 | 543 | 512 | 1.061 |
| 3 | Autriche | 6   | 6 | 1 | 1  | 1  | 3 | 9  | 15 | 0.6   | 516 | 534 | 0.966 |
| 4 | France   | 3   | 6 | 0 | 1  | 1  | 4 | 8  | 17 | 0.471 | 509 | 585 | 0.87  |

* Les horaires des rencontres sont indiquées en heure locale.

#### Poule C
Classement
| # | Équipe      | Pts | J | G | Gt | Pt | P | Sp | Sc | Ratio | Pp  | Pc  | Ratio |
| 1 | Biélorussie | 16  | 6 | 4 | 2  | 0  | 0 | 18 | 6  | 3     | 582 | 470 | 1.238 |
| 2 | Espagne     | 13  | 6 | 4 | 0  | 1  | 1 | 15 | 8  | 1.875 | 511 | 494 | 1.034 |
| 3 | Finlande    | 5   | 6 | 1 | 1  | 0  | 4 | 8  | 15 | 0.533 | 492 | 537 | 0.916 |
| 4 | Azerbaïdjan | 2   | 6 | 0 | 0  | 2  | 4 | 6  | 18 | 0.333 | 505 | 589 | 0.857 |

* Les horaires des rencontres sont indiquées en heure locale.

#### Meilleur deuxième
Classement
| # | Équipe  | Pts | J | G | Gt | Pt | P | Sp | Sc | Ratio | Pp  | Pc  | Ratio |
| 1 | Espagne | 13  | 6 | 4 | 0  | 1  | 1 | 15 | 8  | 1.875 | 511 | 494 | 1.034 |
| 2 | Hongrie | 13  | 6 | 4 | 0  | 1  | 1 | 15 | 9  | 1.667 | 543 | 512 | 1.061 |
| 3 | Ukraine | 12  | 6 | 4 | 0  | 0  | 2 | 14 | 6  | 2.333 | 462 | 392 | 1.179 |

### Finale à quatre
- Lieu :  Varaždin, Varaždin Arena
- Fuseau horaire : UTC+02:00 (CEST)

La Finale à quatre (en anglais : Final Four) est programmée les 21 et 22 juin 2019.
|  | Demi-finales | Demi-finales |                        |   | Finale  | Finale  |
|  | Demi-finales | Demi-finales |                        |   | Finale  | Finale  |
|  |              |              |                        |   |         |         |
|  | 21 juin      | 21 juin      |                        |   | 22 juin | 22 juin |
|  | 21 juin      | 21 juin      |                        |   | 22 juin | 22 juin |
|  | Tchéquie     | 3            |                        |   | 22 juin | 22 juin |
|  | Tchéquie     | 3            |                        |   | 22 juin | 22 juin |
|  | Biélorussie  | 1            |                        |   | 22 juin | 22 juin |
|  | Biélorussie  | 1            | Tchéquie               | 3 |         |         |
|  | 21 juin      |              | Tchéquie               | 3 |         |         |
|  |              | Croatie      | 1                      |   |         |         |
|  | Croatie      | Croatie      | 1                      | 3 |         |         |
|  | Croatie      |              |                        | 3 |         |         |
|  | Espagne      | 1            |                        |   |         |         |
|  | Espagne      | 1            | Match pour la 3e place |   |         |         |
|  |              |              |                        |   |         |         |
|  | 22 juin      |              |                        |   |         |         |
|  |              |              |                        |   |         |         |
|  | Biélorussie  | 3            |                        |   |         |         |
|  | Biélorussie  | 3            |                        |   |         |         |
|  | Espagne      | 0            |                        |   |         |         |
|  | Espagne      | 0            |                        |   |         |         |

#### Finale
La Tchéquie remporte à l'extérieur son deuxième titre dans la compétition après l'édition 2012.

### Classement final
| Place              | Équipe      |
| ------------------ | ----------- |
| Médaille d'or      | Tchéquie    |
| Médaille d'argent  | Croatie     |
| Médaille de bronze | Biélorussie |
| 4                  | Espagne     |
| 5                  | Hongrie     |
| 6                  | Ukraine     |
| 7                  | Slovaquie   |
| 8                  | Autriche    |
| 9                  | Finlande    |
| 10                 | France      |
| 11                 | Azerbaïdjan |
| 12                 | Suède       |

| Meilleure joueuse        | Andrea Kossányiová     |
| Meilleure marqueuse      | Ana Escamilla (it)     |
| Meilleure serveuse       | Jessica Rivero         |
| Meilleure réceptionneuse | Michaela Španková (en) |
| Meilleure bloqueuse      | Hanna Kalinouskaya     |
| Meilleure attaquante     | Ana Escamilla          |
| Meilleure passeuse       | Daria Velykokon        |

## Ligue d'argent européenne 2019
Navigation
2018 2021

### Sélections participantes
| Pays       | Participation | Meilleur résultat |
| ---------- | ------------- | ----------------- |
| Chypre     | 1re           | Néant             |
| Estonie    | 2e            | 4e (2018)         |
| Géorgie    | 2e            | 7e (2018)         |
| Grèce      | 1re           | Néant             |
| Israël     | 2e            | 6e (2018)         |
| Portugal R | 1re           | Néant             |
| Roumanie   | 1re           | Néant             |
| Slovénie   | 1re           | Néant             |

| Légende - R : Relégué de Ligue d'or européenne 2018 |

### Format de la compétition
Les 8 sélections qui participent au tournoi sont réparties en 2 groupes de 4 équipes et s'affrontent à domicile et à l'extérieur lors d'un tournoi toutes rondes. Les premiers de chaque groupe accèdent à la finale se disputant en matchs aller-retour. La meilleure équipe du tour préliminaire bénéficie de l'avantage de recevoir lors du match retour. La sélection vainqueure se qualifie pour la Ligue d'or européenne 2021,,.

### Composition des groupes
Les équipes sont réparties dans les poules avec le système en serpentin (en), en fonction du classement CEV du 22 octobre 2018,.
| Poule A       | Poule B       |
| ------------- | ------------- |
| Roumanie (18) | Slovénie (20) |
| Géorgie (25)  | Portugal (22) |
| Israël (27)   | Grèce (28)    |
| Chypre (37)   | Estonie (29)  |

### Critères de départage
Le classement général se fait de la façon suivante :
1. plus grand nombre de victoires ;
2. plus grand nombre de points ;
3. plus grand ratio de sets pour/contre ;
4. plus grand ratio de points pour/contre ;
5. Résultat de la confrontation directe ;
6. si, après l’application des critères 1 à 5, plusieurs équipes sont toujours à égalité, les critères 1 à 5 sont à nouveau appliqués exclusivement aux matches entre les équipes concernées afin de déterminer leur classement final.

### Légende du classement
Rappel – Une équipe marque :
- 3 points pour une victoire sans tie-break (colonne G) ;
- 2 points pour une victoire au tie-break (Gt) ;
- 1 point pour une défaite au tie-break (Pt) ;
- 0 point pour une défaite sans tie-break (P) ;

### Tour préliminaire

#### Poule A
Classement
| # | Équipe   | Pts | J | G | Gt | Pt | P | Sp | Sc | Ratio | Pp  | Pc  | Ratio |
| 1 | Roumanie | 16  | 6 | 5 | 0  | 1  | 0 | 17 | 3  | 5.667 | 485 | 345 | 1.406 |
| 2 | Israël   | 14  | 6 | 4 | 1  | 0  | 1 | 15 | 7  | 2.143 | 502 | 465 | 1.08  |
| 3 | Chypre   | 6   | 6 | 2 | 0  | 0  | 4 | 7  | 12 | 0.583 | 397 | 430 | 0.923 |
| 4 | Géorgie  | 0   | 6 | 0 | 0  | 0  | 6 | 1  | 18 | 0.056 | 330 | 474 | 0.696 |

* Les horaires des rencontres sont indiquées en heure locale.

#### Poule B
Classement
| # | Équipe   | Pts | J | G | Gt | Pt | P | Sp | Sc | Ratio | Pp  | Pc  | Ratio |
| 1 | Slovénie | 15  | 6 | 4 | 1  | 1  | 0 | 17 | 6  | 2.833 | 538 | 479 | 1.123 |
| 2 | Grèce    | 13  | 6 | 4 | 0  | 1  | 1 | 14 | 9  | 1.556 | 520 | 470 | 1.106 |
| 3 | Estonie  | 4   | 6 | 0 | 2  | 0  | 4 | 8  | 16 | 0.5   | 501 | 544 | 0.921 |
| 4 | Portugal | 4   | 6 | 0 | 1  | 2  | 3 | 9  | 17 | 0.529 | 515 | 581 | 0.886 |

* Les horaires des rencontres sont indiquées en heure locale.

### Phase finale
La phase finale est programmée du 25 au 28 juin 2019.

#### Finale aller
- Lieu :  Mislinja, SD Mislinja
- Fuseau horaire : UTC+02:00 (CEST)

#### Finale retour
- Lieu :  Alexandria, Sala Polivalenta
- Fuseau horaire : UTC+03:00 (EEST)

Après avoir gagné chacune une manche de cette finale, les deux équipes se départagent lors d'un set en or (it) disputé après la fin de la seconde rencontre. La Roumanie le remporte 15 points à 12 et s'octroie son premier titre dans cette division.

### Classement final
| Place              | Équipe   |
| ------------------ | -------- |
| Médaille d'or      | Roumanie |
| Médaille d'argent  | Slovénie |
| Médaille de bronze | Israël   |
| 4                  | Grèce    |
| 5                  | Chypre   |
| 6                  | Estonie  |
| 7                  | Portugal |
| 8                  | Géorgie  |

| Meilleure joueuse        | Diana-Lorena Balintoni |
| Meilleure marqueuse      | Júlia Kavalenka        |
| Meilleure serveuse       | Roxana Iancu           |
| Meilleure réceptionneuse | Katrina Zilberman      |
| Meilleure bloqueuse      | Saša Planinšec         |
| Meilleure attaquante     | Galya Devash           |
| Meilleure passeuse       | Athiná Papafotíou      |